# Апенбург-Винтерфельд
Апенбург-Винтерфельд (нем. Apenburg-Winterfeld) — община в Германии, в земле Саксония-Анхальт.
Входит в состав района Зальцведель. Подчиняется управлению Бетцендорф-Дисдорф. Население составляет 1699 человек (на 31 декабря 2020 года). Занимает площадь 59,31 км².

## География
Апенбург-Винтерфельд расположен между Гарделегеном и Зальцведелем в Альтмарке.
Община состоит из следующих населённых пунктов:
| - Альтензальцведель - Апенбург - Барс - Хаген - de:Klein Apenburg | - de:Quadendambeck - de:Recklingen - de:Rittleben - Залфельд - Винтерфельд |

## Население
| Год  | Численность | Численность |
| ---- | ----------- | ----------- |
| 2017 | 1703        | [ 1 ]       |
| 2019 | 1718        | [ 6 ]       |
| 2021 | 1695        | [ 7 ]       |
| 2022 | 1700        | [ 8 ]       |
| 2023 | 1703        | [ 2 ]       |